# Аарон и Юлий
Аарон и Юлий (лат. Aaron et Iulius, погибли между 302 и 305) — священномученики, пресвитеры Карлеонские. День памяти — 1 июля. Вместе со Святым Албаном Веруламским являются первыми святыми Британских островов, единственными тремя, почитаемыми со времён Римской Британии, чьё имя достоверно известно.
Первым источником, в котором сохранились имена святых является произведение Гильды De Excidio Britanniae, сообщающее следующее:
И так прославил своё милосердие к нам Господь, желающий спасти всех людей и зовущий не меньше грешников, чем тех, кто считает себя праведниками. Он, как мы понимаем, во время вышеуказанного преследования, безвозмездным даром, дабы густая мгла чёрной ночи не охватила Британию совершенно, зажёг нам светлейшие светильники святых мучеников, погребения тел которых и места страстей, если бы они не были отняты у граждан зловещим рубежом варваров, более всего из-за наших грехов, немало бы внушали теперь душам усердной горячности к божественной любви: святого Альбана Вероламского, Аарона и Юлия, граждан Города легионов и прочих обоих полов в разных местах с высочайшим мужеством, как я говорю, державшихся в строю Христовом.
Согласно сведениям Гильды, Святые Аарон и Юлий погибли во время гонений на христиан 302—305 годов при императоре Диоклетиане. Беда Достопочтенный повторяет сообщение Гильды.
О почитании святых в Карлеоне повествует в своих работах Гиральд Камбрийский, согласно которому они были похоронены в этом городе и имели там в его времена по церкви посвящённой каждому из них, а ранее была и третья церковь в их честь. Традиция почитания святых в Карлеоне и его окрестностях сохранилось до настоящего времени. Там, как и в окрестности Ньюпорта имеются многие храмы, освящённые в их честь. Один из пригородов Ньюпорта называется Сент-Джулианс.
Информация Гильды о древности почитания святых, традиция которого начинается не позднее VI века, подтверждается записями Книги из Лландафа. В последней содержится хартия о жаловании в VIII веке Мейригом, королём Гливисинга, епископу Лландафа места на берегу Уска, называемого Demerthir Iun et Aaron (валлийское «мертир» происходит от латинского marthyrium — место погребения мучеников). Эта хартия гласит, что указанные земли принадлежали некогда святому Дубрицию, епископу Карлеонскому, жившему в VI веке.